# Synidotea acuta
Synidotea acuta là một loài chân đều trong họ Idoteidae. Loài này được Richardson miêu tả khoa học năm 1909.